# Bengta Bischoff
Pour les articles homonymes, voir Bischoff.
Œuvres principales
Das gelbe Haus am Pinnasberg
Bengta Bischoff (née le 4 avril 1909 à Hambourg, morte le 3 avril 1987 à Kaltenkirchen) est une écrivain allemande.

## Biographie
Veuve de capitaine et femme au foyer, elle vit dans une HLM de Herbertstraße. Elle écrit d'abord pour elle-même. 
Elle est découverte par Peter Rühmkorf qui publie sa première œuvre 6 Richtige sous un pseudonyme. La critique de la convainc de continuer. Son deuxième roman, Das gelbe Haus am Pinnasberg oder Die 36 Eros-Brüder von St. Pauli, parle de la prostitution masculine par des femmes et de la pornographie ; il fait l'objet d'une adaptation au cinéma. Elle cesse d'écrire après son troisième roman.

## Œuvre
- 6 Richtige. Rowohlt, Reinbek 1963.
- Das gelbe Haus am Pinnasberg oder Die 36 Eros-Brüder von St. Pauli. Konkret-Verlag, Hamburg 1970,  (ISBN 3-404-10488-9).
  - (adaptation) Das gelbe Haus am Pinnasberg. – Bengta Bischoff est la narratrice.
- Das verliebte Lenchen. Roman. Lübbe Verlagsgruppe, Bergisch Gladbach 1986,  (ISBN 3-404-10501-X).

### Source de la traduction
- (de) Cet article est partiellement ou en totalité issu de l’article de Wikipédia en allemand intitulé « Bengta Bischoff » (voir la liste des auteurs).